# Hiányos számok
A számelméletben hiányos számnak nevezünk minden olyan n egészt, amelyre az osztóösszegfüggvény σ(n)<2n , vagy a valódi osztók összege s(n)<n.
A szám és az osztók összegének különbsége [más szóval 2n ‒ σ(n)] a hiányosság mértéke. Az olyan számokat, amelyek csak 1-gyel nagyobbak valódi osztóik összegénél, legkevésbé hiányos számoknak vagy majdnem tökéletes számoknak nevezzük. A természetes számok 3 osztályba sorolása (hiányos számok, tökéletes számok és bővelkedő számok) elsőként Nikomakhosz görög matematikusnál jelenik meg, 100 körül megjelent, Introductio Arithmetica („Bevezetés az aritmetikába”) című művében. Az első néhány hiányos szám:
1, 2, 3, 4, 5, 7, 8, 9, 10, 11, 13, 14, 15, 16, 17, 19, 21, 22, 23, 25, 26, 27, 29, 31, 32, 33, 34, 35, 37,…(A005100 sorozat az OEIS-ben)
Vegyük például a 21-et. Osztói 1, 3, 7 és 21, ezek összege 32. Mivel 32 kisebb, mint 2 × 21, a 21 hiányos szám. A hiányosság mértéke 2 × 21 − 32 = 10.

## Tulajdonságok
- Végtelen sok páratlan és végtelen sok páros hiányos szám létezik.
- Minden páratlan szám, ami egy vagy két különböző prímtényezővel rendelkezik hiányos szám (tehát a prímek, félprímek, prímhatványok mind hiányos számok).
- A tökéletes számok és a hiányos számok valódi osztói mind hiányos számok.
- Minden kellően nagy n-re igaz, hogy legalább egy hiányos szám létezik a {\displaystyle [n,n+(\log n)^{2}]} intervallumban.[1]

Végtelen sok hiányos szám létezik, páros és páratlan egyaránt; többek között minden prím és prímhatvány az.